# موالي نجف تشالاوه (مقاطعة دالاهو)
موالي نجف تشالاوه (بالفارسية: موالی نجف چالاوه) هي قرية تقع في كرمانشاه في إيران. يقدر عدد سكانها بـ 80 نسمة بحسب إحصاء 2016.